# 滋賀県立愛知高等学校
滋賀県立愛知高等学校（しがけんりつ えちこうとうがっこう）は、滋賀県愛知郡愛荘町愛知川に所在する公立の高等学校。

## 沿革
- 1910年（明治43年）- 愛知郡立実業学校女子部として創立。
- 1922年（大正11年）- 滋賀県立愛知高等女学校開校。
- 1948年（昭和23年）- 滋賀県立愛知高等学校設置。
- 1949年（昭和24年）- 滋賀県立神愛高等学校（現：滋賀県立八日市高等学校）愛知校舎に改称。
- 1951年（昭和26年）- 滋賀県立愛知高等学校に改称。
- 1994年（平成6年）- 音楽コース設置。
- 2000年（平成12年）- 体育コース設置。
- 2013年（平成25年）- 本校敷地内に滋賀県立愛知高等養護学校を開校。

## 設置学科
- 普通科
- 体育コース

体育系（体育科・スポーツ指導者養成科）の大学などへの進学者を育成
- 音楽コース

音楽系（音楽科・幼児教育科・音楽療法科）の大学や短大などへの進学者を育成
音楽関係の一部大学へは指定校推薦制度有

## 備考
- 東海道新幹線が学校の敷地に平行して走るため、線路に面している校舎には古くから冷房設備がある。

## 交通アクセス
- 近江鉄道本線愛知川駅より徒歩7分

## 著名な卒業生
- 太田静子 - 歌人、作家